# Kosinjski most
Kosinjski most – kamienny most nad rzeką Lika w Chorwacji, który łączy Gornji i Donji Kosinj.

## Historia
Budowę mostu planowano w tym miejscu jeszcze przed I wojną światową. Projekt mostu przygotował Milivoj Frković. Ponieważ w tej części Chorwacji był dostępny kamień naturalny i istniała tradycja jego eksploatacji, do budowy użył właśnie kamienia. Budowa rozpoczęła się w 1928 roku. Prace przerwano w 1929 roku i wznowiono dopiero w 1935, aby w grudniu 1936 roku most mógł być oddany do użytku. Most został zniszczony podczas II wojny światowej, ale odbudowano go w oryginalnej formie.
W marcu 2018 roku most został zupełnie zalany przez powódź, a we wrześniu 2018 rzeka pod mostem zupełnie wyschła.

## Opis
Most ma 70 metrów długości i jest szeroki na 5,5 metra. Brzegi rzeki łączą 3 łuki o rozpiętości 18 metrów. Umieszczono w nich okrągłe otwory, które miały pomóc w przepływie fali powodziowej.